# 福州空軍基地
福州空軍基地（ふくしゅうくうぐんきち、英語: Fuzhou Air Base, Fuzhou Yixu Air Base）は中華人民共和国福建省福州市に位置する中国人民解放軍空軍の軍用飛行場。福州長楽国際空港の開港以前は民間機が発着しており、福州義序空港（ふくしゅうぎじょくうこう、中国語: 福州义序机场）とも呼ばれる。

## 歴史
1941年、日本軍が侵攻時に農場を占領して建設した。その後、日本軍は撤退時に空港を爆破したものの、終戦後の1946年に福建省建設局が修繕計画を開始し、1947年には民航局に引き継がれ、さらには1949年2月には国民党空軍補給集団の管理下となった。
国共内戦を経て、1950年には中国人民解放軍の支配下になった。1955年には大規模な改修が行われ、ジェット戦闘機や軽爆撃機の運用が可能になった。1974年には福建省民用航空局が設立され、民間機も就航するようになった。1980年代にはターミナルビルを含めて様々な改修が行われたが、1997年に民間機は福州長楽国際空港に移管され、純粋な軍用飛行場に戻った。

## 施設・配備
2022年5月に撮影されたGoogle Earthの衛星画像によると、2400mの滑走路と平行誘導路が存在する。また、掩体壕が少なくとも25カ所確認できる。
J-6無人機型が配備されているほか、戦闘機飛行隊の展開・収容が可能とされる。